# 印度独立革命运动

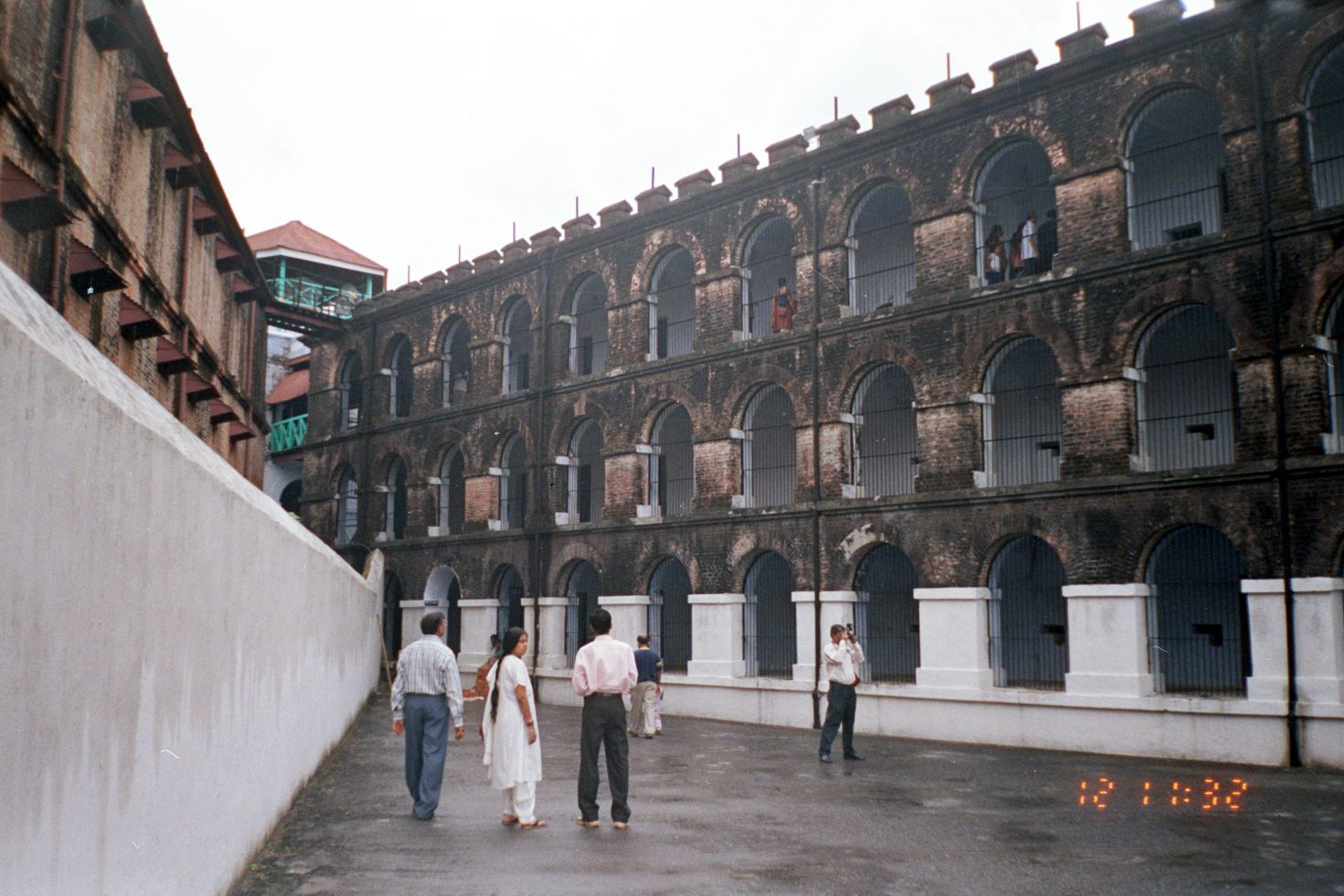
位于安达曼-尼科巴群岛的蜂窝监狱

印度独立革命运动（Revolutionary movement for Indian independence）指与印度独立运动相关的比较隐蔽的表现方式——地下组织所从事的革命活动。这些革命组织主要分布于马哈拉施特拉邦、孟加拉地区、奥里萨邦、比哈尔邦、北方邦、旁遮普地区，后来还发展到马德拉斯管辖区（马德拉斯省）和印度各地，信奉通过武装革命推翻英国殖民统治。
随着日益上升的民族主义情绪，争取印度独立的革命组织强烈反对1905年的孟加拉分治，最终导致圣雄甘地的公民抗命运动以对抗英属印度政府。由于革命组织强烈的激进倾向，一般认为与甘地领导的有关印度独立的革命活动有本质的区别。